# Grand Pinier
Il Grand Pinier (detto anche Pic Brun - 3.117 m s.l.m.) è una montagna delle Alte Alpi (Francia) che si trova nel Massiccio dell'Embrunais (Alpi del Delfinato).